# وولهمبتون (باركشير)
وولهمبتون (بالإنجليزية: Woolhampton)‏ هي قرية وأبرشية مدنية تقع في المملكة المتحدة في إنجلترا. يقدر عدد سكانها بـ 886 نسمة ومساحتها 3.87 كم2 .